# Nanded
Nanded est la ville sur la rive gauche de la rivière Godavari, dans l'état du Maharashtra, en Inde, à environ 600 km à l'est de Mumbai.

## Sikhisme
À Nanded, Guru Gobind Singh, le dixième gourou du sikhisme, a quitté son enveloppe corporelle. Il y a à cet endroit actuellement un des cinq takhts de la religion sikhe: un des cinq temples majeurs : le Takht Hazur Sahib. Nanded est un haut-lieu de pèlerinage pour les sikhs. Cette ville est aussi appelée du nom de son temple principal c'est-à-dire Hazur Sahib ou Abichal Nagar ce qui veut dire respectivement: Présence exaltée, et, Ville de l'Immortel.